# 모리셔스의 국기

모리셔스의 국기 비율 2:3

모리셔스의 국기는 1968년 3월 12일, 독립과 함께 제정되었다. 빨강, 파랑, 노랑, 초록으로 구성된 네 가지 색의 가로 줄무늬로 구성되어 있다. 국기에 유채색만 들어가 있는 나라 중의 하나이다.
빨강은 독립과 자유를 위한 투쟁에서 흘린 피를, 파랑은 인도양을, 노랑은 황금빛 햇살과 독립을 통해 새롭게 빛나는 섬나라를, 초록은 농업과 일년 내내 푸른 모리셔스의 국토를 의미한다.

## 색상
| 색상 | 빨강                | 파랑                | 노랑                | 초록               |
| ---- | ------------------- | ------------------- | ------------------- | ------------------ |
| RGB  | 234–40–57 (#EA2839) | 26–32–109 (#1A206D) | 255–213–0 (#FFD500) | 0–165–81 (#00A551) |

## 여러 가지 기

상선기 (비율 1:2)
정부기 (비율 1:2)
해군기 (비율 26:57)
대통령기 (비율 2:3)

## 과거의 기

영국령 모리셔스의 기 (1869년 ~ 1906년)
영국령 모리셔스의 기 (1906년 ~ 1923년)
영국령 모리셔스의 기 (1923년 ~ 1968년)
모리셔스의 왕실기 (1968년 ~ 1992년)